# Eparchie daugavpilská
Eparchie Daugavpils je eparchie lotyšské pravoslavné církve.

## Území a titul biskupa
Zahrnuje správní hranice území Daugavpilského, Balvuckého, Gulbeneského, Jēkabpilského, Krāslavského, Līvānského, Ludzackého, Madonského, Preiļického a Rēzekneského rajónu Lotyšska.
Eparchiálnímu biskupovi náleží titul biskup daugavpilský a rēzekneský.

## Historie
Dne 30. května 1913 byl zřízen dvinský vikariát polocké eparchie. Byl pojmenován po městě Dvinsk (dnes Daugavpils). Sídlem biskupa byl monastýr Zjevení Páně v Polocku.
Dne 6. července 1989 byl Svatým synodem zřízen Daugavpilský vikariát rižské eparchie.
Dne 12. února 2013 se Synod Lotyšské pravoslavné církve rozhodl podat žádost o zřízení daugavpilské eparchie.
Dne 12. března 2013 Svatý synod zřídil samostatnou eparchii.

## Seznam biskupů

### Dvinský vikariát polocké eparchie
- 1913–1920 Panteleimon (Rožnovskij)

### Daugavpilský vikariát rižské eparchie
- 1989–1990 Aleksandrs (Kudrjašovs)
- 2006–2013 Aleksandrs (Matrjoņins)

### Eparchie daugavpilská
od 2013 Aleksandrs (Matrjoņins)